# Heliconius melpomene
Heliconius melpomene je neotropický motýl z čeledi babočkovitých vyskytující se ve Střední a Jižní Americe. Jeho zbarvení je typickým příkladem jevu známého jako müllerovské mimikry – vyvíjelo se společně s motýlem Heliconius erato jako varování predátorům před jeho nepoživatelností.

## Popis

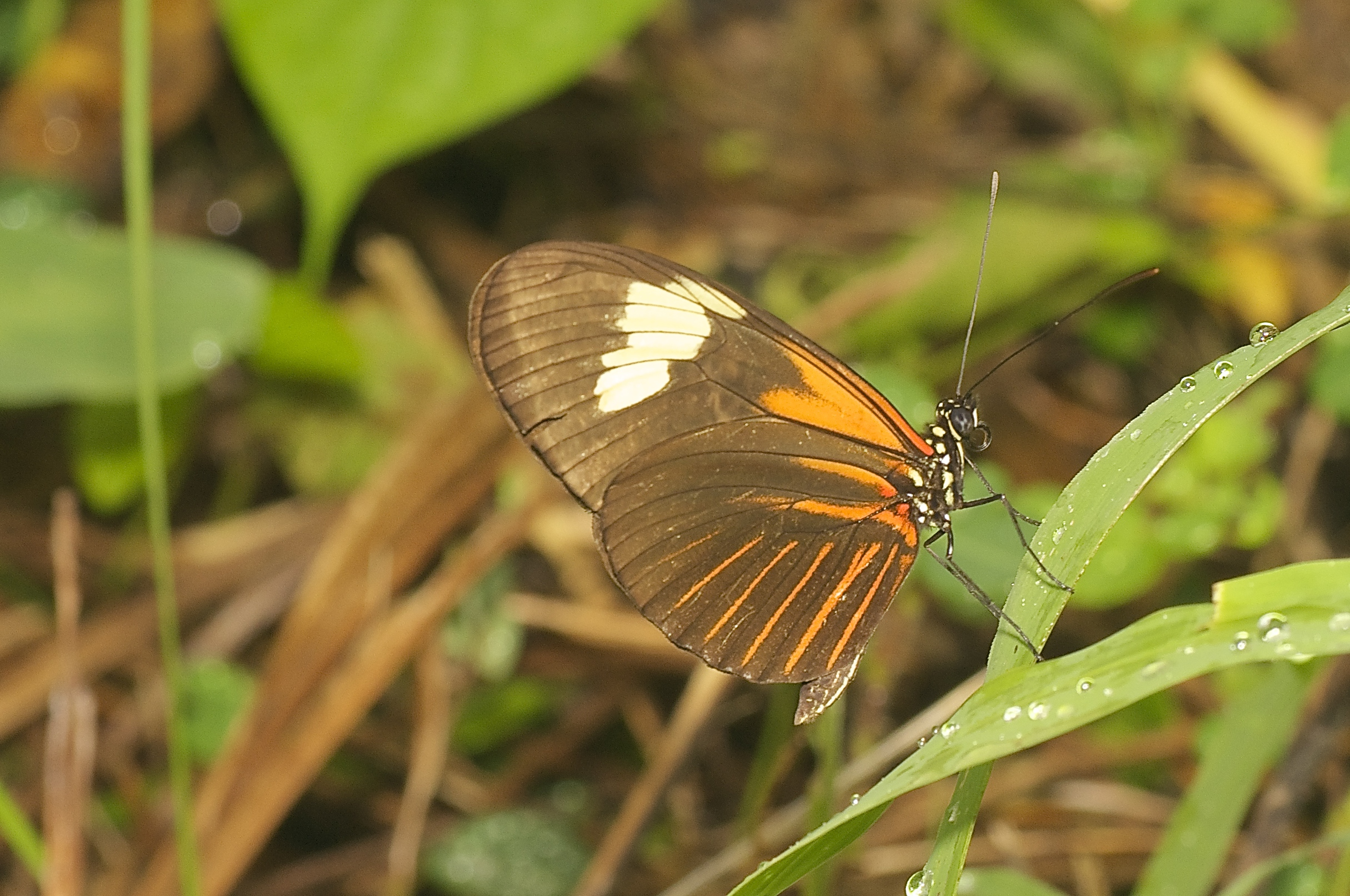
Spodní strana křídel

Heliconius melpomene je známý pro rozmanitost ve svém zbarvení, které záleží na geografickém rozšíření poddruhů. Přední křídla nominátního poddruhu H. m. melpomene jsou černá s širokým červeným pruhem na každém křídle, zadní křídla jsou dole černá a nahoře žlutá. Rozpětí křídel se pohybuje v rozmezí 67–80 mm.

## Výskyt
Heliconius melpomene se vyskytuje ve Střední a Jižní Americe, kde létá na okrajích lesů v nadmořské výšce 0–1400 m n. m. Heliconius melpomene je potravní specialistou – housenky se živí výhradně na listech rostlin z rodu mučenka (Passiflora), dospělí motýli pak z těchto rostlin sají nektar.
U dospělých jedinců tohoto druhu byly prokázány různé adaptace, které umožňují regulovat tělesnou teplotu a vyhledávat stinné části lesů, kde létají po celý rok.

## Vývoj
Vývoj tohoto druhu začíná tím, že samec vyhledává samičku, která vylučuje feromony. Samička poté naklade žlutá vajíčka o velikosti 1,5×1 mm na list živné rostliny. Z vajíčka se pak vylíhne housenka, která dorůstá délky až 15 mm. Kukla bývá hnědá se zlatými skvrnami a pěti páry černých ostnů.

## Poddruhy
Heliconius melpomene má mnoho poddruhů, které se často liší svým zbarvením a geografickým rozšířením. Mezi poddruhy se řadí:
- H. m. melpomene
- H. m. aglaope
- H. m. amandus
- H. m. amaryllis
- H. m. anduzei
- H. m. bellula
- H. m. burchelli
- H. m. cythera
- H. m. ecuadorensis
- H. m. euryades
- H. m. flagrans
- H. m. intersectus
- H. m. madeira
- H. m. malleti
- H. m. martinae
- H. m. meriana
- H. m. michellae
- H. m. nanna
- H. m. penelope
- H. m.  plesseni
- H. m. pyrforus
- H.  m. rosina
- H. m. schunkei
- H. m. tessa
- H. m. thelxiope
- H. m. thelxiopeia
- H. m. vicina
- H. m. vulcanus
- H. m. xenoclea

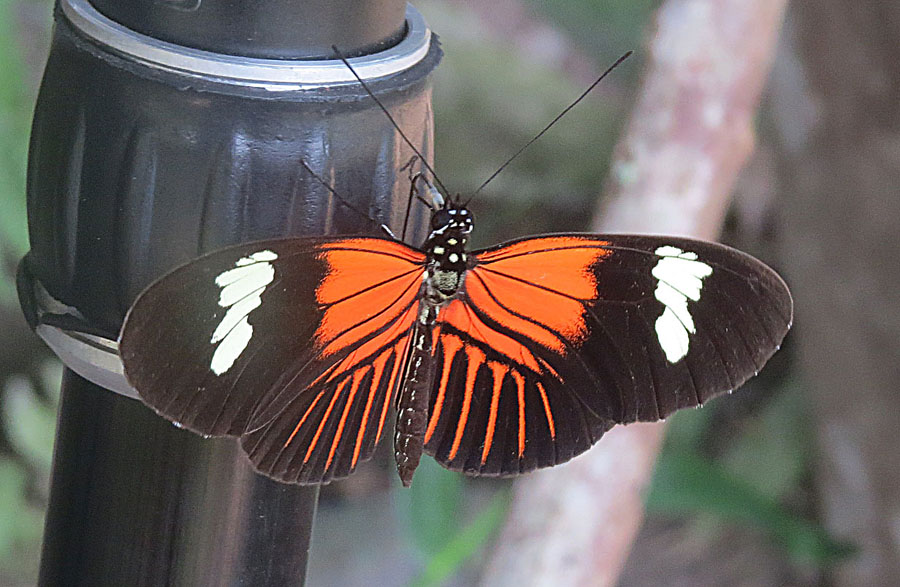
Heliconius melpomene malleti
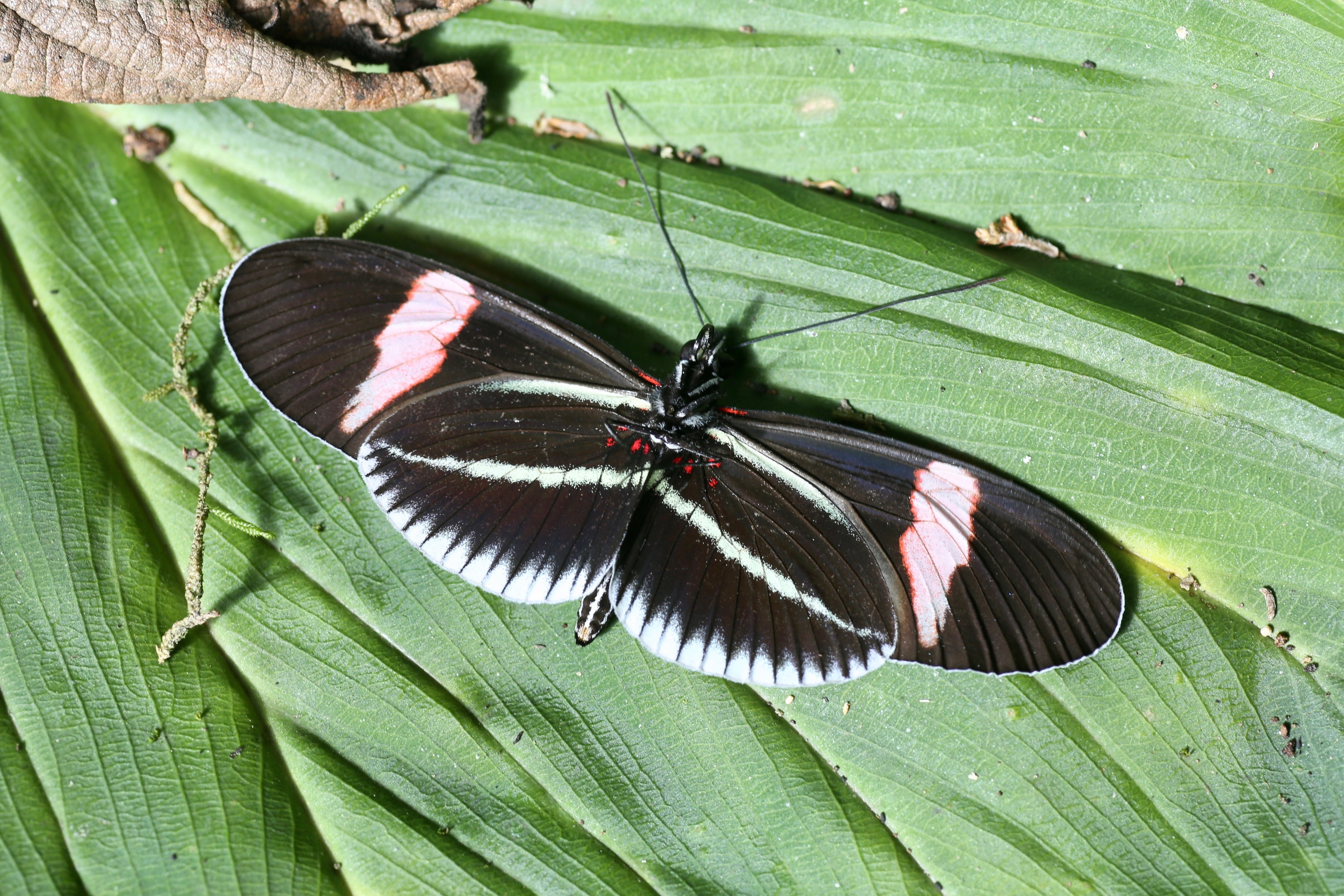
Heliconius melpomene cythera
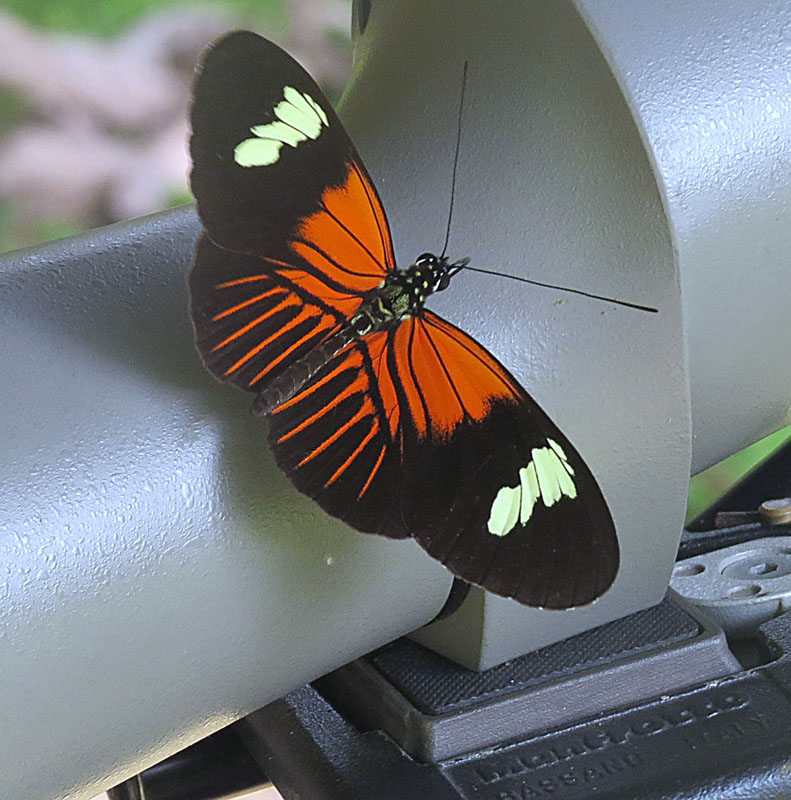
Heliconius melpomene aglaope
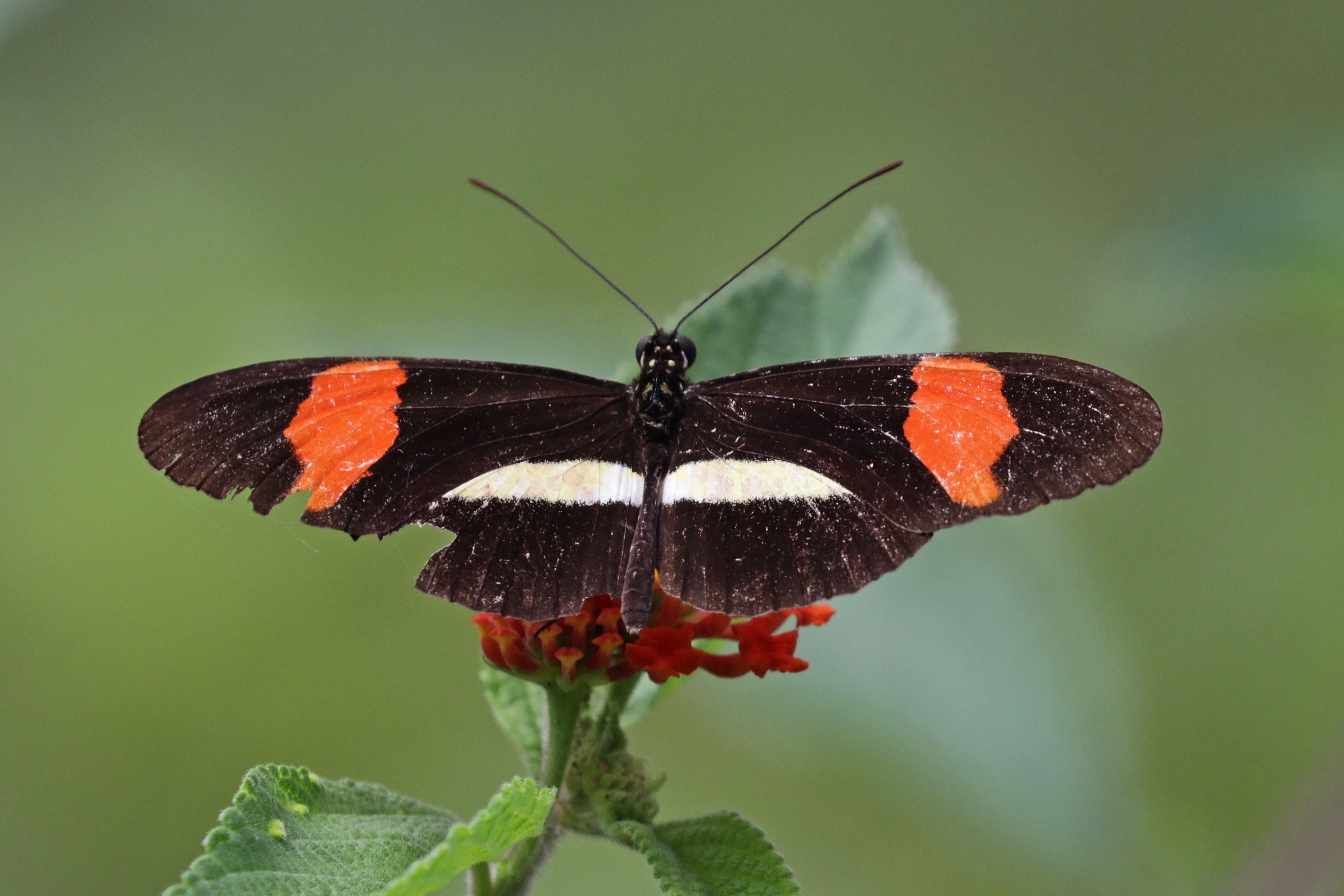
Heliconius melpomene rosina
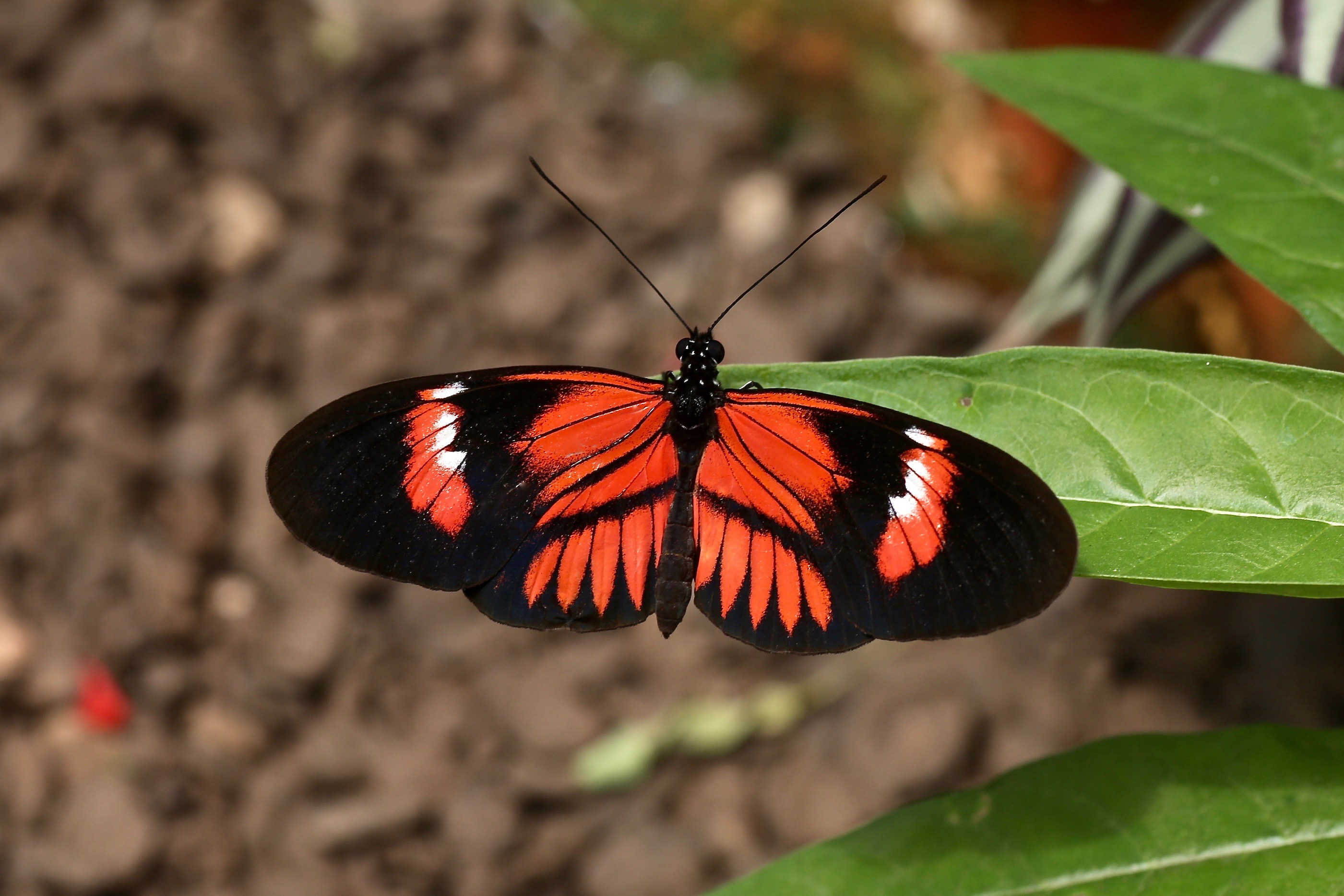
Heliconius melpomene plesseni x malleti (hybrid)